# Bobby Ball
Bobby Ball (Phoenix (Arizona), 26 augustus 1925 - Gardena (California), 27 februari 1954) was een Amerikaanse Formule 1-coureur.
Bobby Ball werd geboren in Phoenix, Arizona. Hij reed in zijn carrière tweemaal een Formule 1-wedstrijd, beide keren de Indianapolis 500. Op 30 mei 1951 werd hij vijfde en daarmee behaalde hij twee punten, in 1952 viel hij na 34 ronden uit met een kapotte versnellingsbak.
Hij overleed op 27 februari 1954 aan de gevolgen van de verwondingen die hij op 4 januari 1953 opliep bij een crash bij de 'midget race' in Gardena, Californië op de Carrell Speedway. Hij had ongeveer veertien maanden in coma gelegen voor hij overleed.